# Apollon Musikoffizin

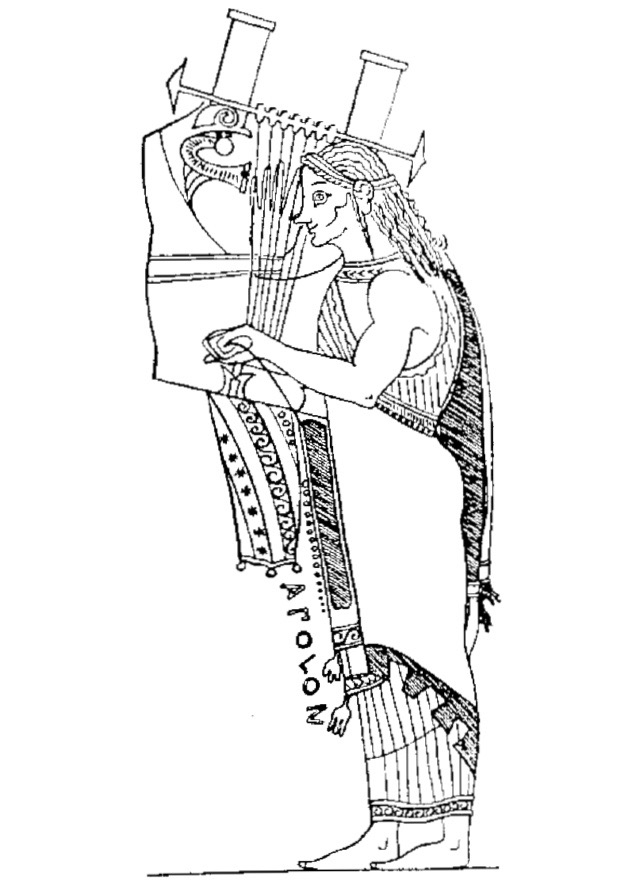
Apoll auf einem Krater (etwa 650 vor Christus)

Apollon Musikoffizin OHG ist ein Musikverlag mit den Sparten Noten, Bücher und Tonträger. Schwerpunkte seiner Tätigkeit sind wissenschaftliche und Praktika-Ausgaben, Musikbücher und CDs.

## Geschichte
Der Verlag Apollon Musikoffizin wurde 1999 in Wien von Hermann Dechant und Margit Haider-Dechant gegründet. Auslöser war die im Hochschuldienst gewonnene Erkenntnis, dass Werke der Musikliteratur, Noten und Bücher, deren Publikation dringend wünschenswert wäre, vom etablierten Verlagswesen nicht mehr berücksichtigt werden können, wenn sie nicht zugleich hohe Rentabilität versprechen. Diese einschneidende Richtungsänderung ist in den letzten Jahrzehnten entwickelten Techniken zuzuschreiben, die heute jedermann die Möglichkeit geben, sich Publikationen (berechtigt oder unberechtigt) zum eigenen Gebrauch zu kopieren, womit sich der Umsatz im Musikverlagswesen drastisch verringert hat.
Der Verlag wurde mit der Publikation des zuvor von Hermann Dechant wiederaufgefundenen Singspiels in vier Akten Scherz, List und Rache von Johann Wolfgang von Goethe und Philipp Christoph Kayser in Form eines Klavierauszugs eröffnet. Die Rekonstruktion der vier Violinkonzerte in f-moll, A-Dur, D-Dur und d-moll von J. S. Bach nach den Cembalo-Konzerten BWV 1052–1056 zusammen mit Takaya Urakawa, Rektor der University of Fine Arts, Tokyo, folgte. Diese Publikationen wurden weltweit verkauft. Es folgten in regelmäßigen Abständen Neuausgaben historischer Werke. Einen weiteren Zweig des Verlags bildeten CD-Produktionen im eigenen Musikstudio sowie die Reihe „Pädagogische Schriften“, die mit der grundlegenden sozialwissenschaftlichen Arbeit Von der Breite zur Spitze. Musikschule als gesellschaftspolitische Idee. von Helmut Gugerbauer einsetzte.
Einen neuen Schwerpunkt erhielt die Verlagsarbeit durch die Forschungsarbeiten von Margit Haider-Dechant. Ihr 2011 erschienenes Buch Joseph Woelfl. Verzeichnis seiner Werke. wurde von Bibliotheken in aller Welt geordert. Seither werden laufend Werke von Woelfl in Praktika-Ausgaben veröffentlicht. Eine eigene Kommission bereitet eine wissenschaftliche Gesamtausgabe der 635 Werke Woelfls in voraussichtlich siebzig Bänden vor.

## Verlagsprogramm
Es war für die Verlagsgründer von vorneherein klar, dass im Falle ihres Projekts neue Wege beschritten werden mussten. Das Computerwesen ermöglicht einen digitalen Notensatz, der sich parallel zur Verlagsarbeit laufend verbessert hat. Eine weitere Möglichkeit bietet der Digitaldruck, der eine Qualität erreicht hat, die als dokumentengerecht bezeichnet werden kann. Mit seiner Verfügbarkeit für jede Publikationsgröße erlaubt er ein „Print on Demand“-Verfahren, das Lagerhaltungskosten einspart. Anstatt eines festen Mitarbeiterstabs kann die Verlagsleitung Spezialisten für einzelne Projekte verpflichten.
2012 ist der Verlag nach Bonn übersiedelt. In einem wesentlich größeren Anwesen, dem Woelflhaus, das auch einen Konzertsaal, ein Studio, einen Seminarraum und die weltweit einzige Sammlung aller Werke Woelfls umfasst, ist auch die 2016 gegründete „Joseph-Woelfl-Gesellschaft e. V.“ untergebracht. Seit 2017 ist das Woelflhaus Partnerinstitut der Rheinischen Friedrich-Wilhelms-Universität Bonn. In ihm finden derzeit pro Jahr etwa 30 Veranstaltungen statt. Von dort aus vertreibt seither der Verlag seine Publikationen in dreisprachigen Ausgaben („Europa-Ausgabe“) im neuen umweltfreundlichen Format SRA4 und stellt sie in den im Hause stattfindenden Veranstaltungen dem Publikum vor.